# I Know There's Something Going On
I Know There's Something Going On è un singolo della cantante svedese Frida, pubblicato nell'agosto 1982 come primo estratto dal terzo album in studio Something's Going On.

## Descrizione
Il brano è stato scritto da Russ Ballard e prodotto da Phil Collins.

## Video musicale
Il videoclip è stato girato a Londra prevalentemente all'interno di una casa privata dove viene fatto vedere uno specchio e un letto. Altre scene del video sono state girate in alcune zone commerciali della città, in una discoteca, in uno studio fotografico e nella zona del fiume Tamigi dove si può vedere un battello e delle barche ormeggiate. Il videoclip mostra Frida nella presa di consapevolezza del tradimento del proprio partner con una giovane donna incontrata in discoteca, da qui il titolo "I know there's something going on". Frida ingaggia un investigatore privato per documentare gli spostamenti e avere le prove del tradimento dell'uomo, in una serie di fotografie che mostrano i due amanti in diversi luoghi. La donna ripercorre i luoghi dove i due amanti si incontrarono, che va dalle rive del Tamigi allo studio fotografico dell'uomo, seguendoli a distanza perché luoghi abituali della coppia. Nel finale giunge nel luogo dove pensa di trovare i due amanti per affrontarli, ma la donna prende consapevolezza che a sua volta l'investigatore si è fatto comprare dal partner facendo perdere del tutto le sue tracce (i due amanti vengono mostrati mentre si allontanano nella notte), lasciando Frida nel suo tormento di non aver potuto riconquistare l'uomo.

## Successo commerciale
Il singolo fu un successo mondiale nel 1982 e 1983.

## Formazione
- Frida – voce
- Phil Collins – batteria, backing vocals, produttore
- Daryl Stuermer – chitarra
- Mo Foster – basso
- Peter Robinson – tastiere